# Агробиоценоз
Агробиоценоз (от греческого agros — поле, bios - жизнь, cenos - общее) — совокупность организмов, обитающих на землях сельскохозяйственного пользования. Поля, огороды, сады, лесные насаждения, пастбища — созданные и контролируемые человеком экосистемы, называемые агроценозами.
Пример агроценоза — поле пшеницы. Его растительный покров состоит из растений пшеницы с примесью сорняков. Животных меньше, чем в естественной среде обитания, но они есть. Самыми устойчивыми в агробоиценозе являются обитатели почвы. Для агроценозов характерны такие же пищевые цепи, как и для природной экосистемы.
В агроценозе, как и в любой природной экосистеме, существует те же самые группы организмов — продуценты, консументы и редуценты.
Изучение влияния агробиоценозов на среду, их структуры, продуктивности, послужило для выделения самостоятельного раздела биогеоценологии — агробиоценологию.